# Alberto Onaindía
Alberto Onaindía Zuloaga (Marquina Jeméin, 30 de noviembre de 1902 - San Juan de Luz, 18 de julio de 1988) fue un religioso y político español vinculado al País Vasco.

## Biografía
Estudió en los Jesuitas de Durango y en el Seminario de Vitoria, ordenándose sacerdote en Roma. Trabajó como maestro en el seminario de Saturraran hasta que en 1929 fue nombrado canónigo de Valladolid, donde conoció a Onésimo Redondo. Sin embargo, su obispado le envía a Las Arenas (Guecho), donde se dedica al activismo social y a la creación de escuelas nocturnas. Allí hizo amistad con el futuro lehendakari José Antonio Aguirre Lekube, el escritor Aitzol y el sacerdote y sindicalista de ELA-STV Policarpo Larrañaga Aranguren. Estos le animan a ingresar en el sindicato y participar en la creación de la Asociación Vasca de Acción Social Cristiana (AVASC), que tenía la finalidad de formar cuadros sindicales para ELA y el PNV.
Durante la Segunda República Española escribió en la sección laboral y política del diario Euzkadi, órgano del PNV, con el seudónimo Egizale, atacando al socialismo y defendiendo la participación de los trabajadores en los beneficios empresariales. No obstante, apoyó la revolución de octubre de 1934 y en 1935 abandonó la AVASC, a la que acusó de estar manipulada por la patronal.
Unos meses después de estallar la guerra civil española, en septiembre de 1936, participó en una reunión en Lequeitio de miembros del PNV para examinar una propuesta de paz con representantes del general Emilio Mola, que fue rechazada. Poco después fue nombrado adscrito a la presidencia del nuevo Gobierno de Euzkadi y dirigió sus esfuerzos a justificar el posicionamiento a favor de la causa republicana por parte del PNV ante el Vaticano, lo que lo enemistó con los obispos Mateo Múgica y Marcelino Olaechea. Las tropas franquistas fusilaron su amigo Aitzol y a su hermano Celestino. A este último lo ejecutaron precisamente por ser hermano de Alberto.
El 23 de octubre de 1936, con ayuda del lehendakari Aguirre y de los dirigentes nacionalistas Juan de Ajuriaguerra, Manuel Robles Aranguiz, Doroteo Ciáurriz Aguinaga y Julio de Jáuregui redactó un informe a la Santa Sede donde defendió la posición prorepublicana del PNV debida a la decidida actitud antinacionalista del bando franquista. También ayudó a pasar a territorio sublevado al futuro obispo de Vitoria, Javier Lauzurica.
El 26 de abril de 1937 presenció el bombardeo de Guernica, y fue encargado por el gobierno vasco de difundirlo a nivel internacional y dirigir las negociaciones de intercambio de prisioneros. En la carta que dirigió al cardenal Isidro Gomá le escribió lo siguiente:

Llego de Bilbao con el alma destrozada después de haber presenciado personalmente el horrendo crimen que se ha perpetrado contra la pacífica villa de Guernica, símbolo de las tradiciones seculares del pueblo vasco... tres horas de espanto y escenas dantescas. Niños y madres hundidos en las cunetas, madres que rezaban en alta voz, un pueblo creyente asesinado por criminales que no sienten el menor alarde de humanidad. Señor Cardenal, por dignidad, por honor al evangelio, por las entrañas de misericordia de Cristo no se puede cometer semejante crimen horrendo, inaudito, apocalíptico, dantesco.

Entre el 11 de mayo y el 18 de agosto mantuvo conversaciones en San Juan de Luz y Biarritz con representantes de las fuerzas militares italianas y en julio en Roma con el conde Galeazzo Ciano que tuvieron como fruto el Pacto de Santoña por el que el Eusko Gudarostea se rindió a las fuerzas italianas a cambio de garantías para los prisioneros. Poco después marchó hacia París, de donde ya no volvería.
Vivió en la capital francesa hasta que en junio de 1940 fue ocupada por las tropas del Tercer Reich. Entonces marchó a Londres, donde hizo retransmisiones radiofónicas para la BBC de 1941 a 1956 con los seudónimos James Masterson y Doctor Olaso. También fundó la revista nacionalista vasca Anaiak, donde reproducirá la carta Imperativos de mi conciencia del obispo Mateo Múgica. Nada más llegar a su exilio británico, en agosto de 1940 el cardenal y arzobispo primado de Westminster Arthur Hinsley —ferviente franquista— le denegó ejercer como confesor y sacerdote de exiliados gibraltareños no angloparlantes. Onaindía también trató de defender a los católicos vascos antifranquistas de los ataques del arzobispo primado, quien los tachaba de «comunistas», y el 22 de agosto escribió una carta a Hinsley —que no llegó a enviar por recomendación de un amigo— que terminaba así:

En el exilio, los vascos hemos venido trabajando para Francia e Inglaterra que a su vez defienden los principios del cristianismo entre las naciones. Cientos de vascos han luchado en el frente francés, miles de obreros especializados han trabajado en las fábricas de guerra, toda la propaganda vasca ha sido puesta al servicio de las potencias democráticas, y hoy colaboran de cerca desde todas sus áreas de actividad para que triunfe la causa defendida por el Imperio británico. Por contra, España vive bajo una dictadura nazi de origen alemán; la propaganda española es una derivación de la de Goebbels. [...] Espero que perdone esta sincera expresión de sentimientos por parte de un humilde sacerdote que sufre el exilio debido a sus ideales, que son también los ideales de Inglaterra y los de la cristiandad.

En 1954 acompañó Xabier Landaburu a una gira por América del Sur. Visitaron Uruguay, donde se entrevistaron con el presidente Luis Batlle Berres y dio una conferencia en la Universidad de Montevideo. En 1967 mantuvo enfrentamientos con el Euzkadi Buru Batzar del PNV por su intención de publicar su documentación sobre el Pacto de Santoña, que no se hará pública hasta 1983. A pesar de que después de la Transición española se restableció el Gobierno Vasco con mayoría del PNV no abandonó su exilio. 